# Ian Stark
Ian David Stark (Galashiels, 22 de febrero de 1954) es un jinete británico que compitió en la modalidad de concurso completo.
Participó en cinco Juegos Olímpicos de Verano, obteniendo en total cuatro medallas de plata: una en Los Ángeles 1984, en la prueba por equipos (junto con Virginia Holgate, Diana Clapham y Lucinda Green), dos en Seúl 1988, individual y por equipos (con Mark Phillips, Karen Straker y Virginia Leng), y una en Sídney 2000, por equipos (con Jeanette Brakewell, Philippa Funnell y Leslie Law), el sexto lugar en Barcelona 1992 y el quinto en Atlanta 1996, por equipos.
Ganó tres medallas en el Campeonato Mundial de Concurso Completo, en los años 1986 y 1990, y nueve medallas en el Campeonato Europeo de Concurso Completo entre los años 1985 y 1999.

## Palmarés internacional
| Juegos Olímpicos   | Juegos Olímpicos             | Juegos Olímpicos  | Juegos Olímpicos |
| Año                | Lugar                        | Medalla           | Categoría        |
| ------------------ | ---------------------------- | ----------------- | ---------------- |
| 1984               | Los Ángeles (Estados Unidos) | Medalla de plata  | Por equipos      |
| 1988               | Seúl (Corea del Sur)         | Medalla de plata  | Individual       |
| 1988               | Seúl (Corea del Sur)         | Medalla de plata  | Por equipos      |
| 2000               | Sídney (Australia)           | Medalla de plata  | Por equipos      |
| Campeonato Mundial |                              |                   |                  |
| Año                | Lugar                        | Medalla           | Categoría        |
| 1986               | Gawler (Australia)           | Medalla de oro    | Por equipos      |
| 1990               | Estocolmo (Suecia)           | Medalla de plata  | Individual       |
| 1990               | Estocolmo (Suecia)           | Medalla de plata  | Por equipos      |
| Campeonato Europeo |                              |                   |                  |
| Año                | Lugar                        | Medalla           | Categoría        |
| 1985               | Burghley (Reino Unido)       | Medalla de oro    | Por equipos      |
| 1985               | Burghley (Reino Unido)       | Medalla de bronce | Individual       |
| 1987               | Luhmühlen (RFA)              | Medalla de oro    | Por equipos      |
| 1987               | Luhmühlen (RFA)              | Medalla de plata  | Individual       |
| 1989               | Burghley (Reino Unido)       | Medalla de oro    | Por equipos      |
| 1991               | Punchestown (Irlanda)        | Medalla de oro    | Individual       |
| 1991               | Punchestown (Irlanda)        | Medalla de oro    | Por equipos      |
| 1997               | Burghley (Reino Unido)       | Medalla de oro    | Por equipos      |
| 1999               | Luhmühlen (Alemania)         | Medalla de oro    | Por equipos      |